# Andrew Douglas (Squashspieler)
Andrew Douglas (* 12. August 1998 in Brooklyn, New York City) ist ein ehemaliger US-amerikanischer Squashspieler.

## Karriere
Andrew Douglas begann 2017 seine professionelle Karriere auf der PSA World Tour, auf der er vier Titel gewann. Seine höchste Platzierung in der Weltrangliste erreichte er mit Rang 48 am 29. Januar 2024. 2019 sicherte er sich bei den Panamerikanischen Spielen in Lima im Mixed Bronze und gewann mit der Mannschaft die Goldmedaille. Zudem stand er 2019 und 2023 im US-amerikanischen Kader bei der Weltmeisterschaft. 2023 wurde er US-amerikanischer Meister.
Er studierte von 2017 bis 2022 an der University of Pennsylvania, für die er auch im College Squash aktiv war. Im August 2024 beendete er seine Karriere.

## Erfolge
- Gewonnene PSA-Titel: 4
- Panamerikanische Spiele: 1 × Gold (Mannschaft 2019), 1 × Bronze (Mixed 2019)
- US-amerikanischer Meister: 2023